# Robin Leproux
Pour les articles homonymes, voir Leproux.
Robin Leproux, né le 22 juillet 1959, est une personnalité française du monde des affaires, qui a collaboré à Polygram, chez M6, RTL, au PSG, Éléphant et Cie. Il était vice-président du directoire du groupe M6, chargé des activités commerciales et du développement, jusqu'à sa démission en septembre 2014.

## Biographie

### Origines et études
Il est fils d'Henri Leproux (1928-2014), directeur du Golf-Drouot, temple du rock à Paris dans les années 1960-1970. Il est diplômé de l'École supérieur de commerce de Reims. Il est marié et père de deux filles.

### P&G et Polygram
Robin Leproux commence sa carrière à Procter & Gamble (P&G). Début 1985, il rejoint Polygram pour lancer la division Polygram projets spéciaux, et occupera le poste de directeur général de Polygram Music jusqu'en juin 1992.

### 1992-2000: Groupe M6
Il rejoint le groupe M6 en juillet 1992 pour lancer et développer les activités de diversification (vidéo, disque, licences, presse, télématique, multimédia, magazines, etc.) de la marque M6. Il créera en octobre 1992 la filiale M6 Interactions.
Début 1997, prenant la direction de M6 Thématique, la filiale qui regroupe les chaînes thématiques du groupe M6, il contribue au lancement de M6 Music en mars 1998 puis de Club Téléachat en mai 1998. Robin Leproux  occupe ensuite la présidence de TF6, chaine co-détenue à parité par les groupes TF1 et M6 (lancée en décembre 2000).
En plus des directions des filiales M6 Interactions et M6 Thématiques, Robin Leproux est président d'HSS (Home Shopping Service) et définit la stratégie Internet du Groupe, conduisant à la création de M6 Web en novembre 1997.
Le 26 mai 2000, il devient vice-président du directoire du Groupe M6.

### 1999-2005: Girondins de Bordeaux
De 1999 à 2005, il est administrateur du club de football des Girondins de Bordeaux, dont le groupe M6 est actionnaire.

### 2001-2006: Pôle radio RTL
Après une crise industrielle rencontrée par RTL au second semestre de 2000, Robin Leproux rejoint le 2 janvier 2001 la station. Il prend la suite de Stéphane Duhamel, à la présidence du pôle radio RTL Radio France (qui regroupe les stations RTL, RTL2 et Fun Radio).
En quatre ans et demi, aux côtés de Rémy Sautter il contribue à installer de nouveaux programmes qui font renouer la station avec le succès : Ça peut vous arriver avec Julien Courbet, On refait le monde avec Christophe Hondelatte, On refait le match avec Eugène Saccomano viré d'Europe 1, Radio Foot avec Christophe Pacaud, ou encore l'invité politique de RTL avec Jean-Michel Aphatie. Il rappelle aussi Philippe Bouvard, remercié par la précédente direction, pour le remettre à la tête de l'émission phare de RTL, les Grosses Têtes.
En 2004, c'est sous sa direction que RTL lancera sa grande campagne de publicité, autour du slogan « RTL Vivre Ensemble », grandement plébiscitée par le public. Ses différentes stratégies commerciales ont permis à RTL de doubler ses résultats financiers pendant cette période[réf. nécessaire].

### 2006-2009: Diverses activités
En juin 2006, il s’associe Emmanuel Chain et Thierry Bizot dans leur société de production audiovisuelle « Éléphant et Cie » qui produit entre autres le magazine Sept à huit sur TF1, Droit d’inventaire sur France 3, World Poker Tour sur Canal+, avant de prendre en 2007, la présidence du groupe de presse allemand Axel Springer en France (Auto Plus, Seloger.com, Aufeminin.com, Marmiton.org etc.) dans le but de piloter le lancement d'une version francisée du tabloïd allemand Bild, mais l’actionnaire y renoncera.
En 2007, Robin Leproux développe des structures personnelles d’investissement et de conseil dans le domaine des médias et industries de loisirs.

### 2009-2011: Paris-Saint‑Germain
En septembre 2009, Sébastien Bazin, représentant de Colony Capital en France, le nomme président du club de football du Paris Saint Germain.
À la suite de graves violences dont font preuve un certain nombre de groupes de supporters puis de la mort d'un jeune supporter du Paris Saint-Germain le 18 mai 2010, Robin Leproux publie un plan de remaniement des tribunes du Parc des Princes annonçant notamment la suppression des abonnements annuels aux supporters des tribunes Auteuil et Boulogne. Ce plan a pour but d'éradiquer les violences aux abords du stade. Il reçoit un salaire mensuel de 8 000 € pour son poste de président du PSG. Le club du PSG est racheté par les qataris, à la suite du changement de capital, il n'est pas renouvelé à la présidence par le nouveau conseil de surveillance le 13 juillet 2011,.

### 2012-2014: Retour dans le Groupe M6
Le 19 avril 2012 il retrouve le groupe M6 en tant que directeur général de la régie publicitaire M6 publicité et devient numéro 2 du groupe au poste de vice-président du directoire.
Le 17 février 2014, il est élu président du Syndicat national de la publicité télévisée (SNPTV), succédant ainsi à Martine Hollinger, c'est la première fois que la présidence du syndicat n'est pas portée par le président de TF1 publicité,.
Pressenti pour prendre les commandes du groupe, il démissionne finalement le 11 septembre 2014, peu après la reconduction par anticipation de l'équipe dirigeante jusqu’en 2018.
Il est remplacé par Laurent-Éric Le Lay, président de TF1 Publicité, au SNPTV.

### 2021: e-sport
Il se lance dans l'e-sport et annonce qu'il va ouvrir  Espot, le plus grand centre d'e-gaming en Europe. Le site, d'une surface de 2000 m2 se situe à Paris et pourra accueillir 150 joueurs.

## Distinctions et décorations
- 2014 : chevalier de la Légion d'honneur[2]